# Kasama (Zambija)
Kasama je glavni grad zambijske pokrajine Northern. Leži na Velikoj sjevernoj cesti (Great North Road), prometnici koja povezuje Zambiju s Tanzanijom. Ima željezničku stanicu na pruzi TAZARA (Tanzania-Zambia Railway) te zračnu luku za domaće letove.
Grad se razvio tijekom 1970-ih i 1980-ih izgradnjom pruge TAZARA. Prijestolnica je naroda Bemba, koji govori bemba jezikom.
Godine 2010. Kasama je imala 113.779 stanovnika.

## Vanjske poveznice
- Kasama na stranici Turističke zajednice Zambije  Arhivirana inačica izvorne stranice od 2. rujna 2011. (Wayback Machine) (engl.)